# Flagge des Kaliningrader Gebietes

Flagge des Kaliningrader Gebietes

Die Flagge des Kaliningrader Gebietes (auch inoffiziell Elisabeth-Flagge) wurde Anfang Juli 2006 eingeführt, um eine neue russische, von alten preußischen Traditionen unabhängige Identität für die Oblast Kaliningrad zu schaffen. 
Die Flagge zeigt in Querstreifung ein rotes oberes Feld, ein blaues unteres Feld und ein in der Breite ein Drittel der anderen Felder umfassendes mittleres Gelbes Feld. Im roten Feld befindet sich links eine silberne Festung im angedeuteten Tudor-Stil mit zwei Türmen und offenen Toren sowie dem Monogramm der Zarin Elisabeth zwischen den Türmen. Unter ihrer Regierung hatte Russland das während des Siebenjährigen Krieges eroberte Königreich Preußen 1757 annektiert und nach ihrem Tod 1762 im Frieden von Sankt Petersburg an den preußischen Staat zurückgegeben.
Das Rot soll in diesem Fall die kriegerische Vergangenheit der Region symbolisieren. Gleichzeitig erinnert es an die Rote Armee, welche dieses Gebiet für die Sowjetunion erobert hat.
Blau steht für die friedlichen Zeiten des Gebietes und für die Lage am Meer. Gelb steht für den Reichtum an Bernstein.
Zur Erläuterung des Symbols siehe unter dem Artikel zum Gebietswappen.
Gemeinsam mit dem Wappen ergeben sich somit die Farben der russischen Trikolore, ergänzt um das Gelb des Bernsteins.